# Маленькие ангелы (ансамбль)

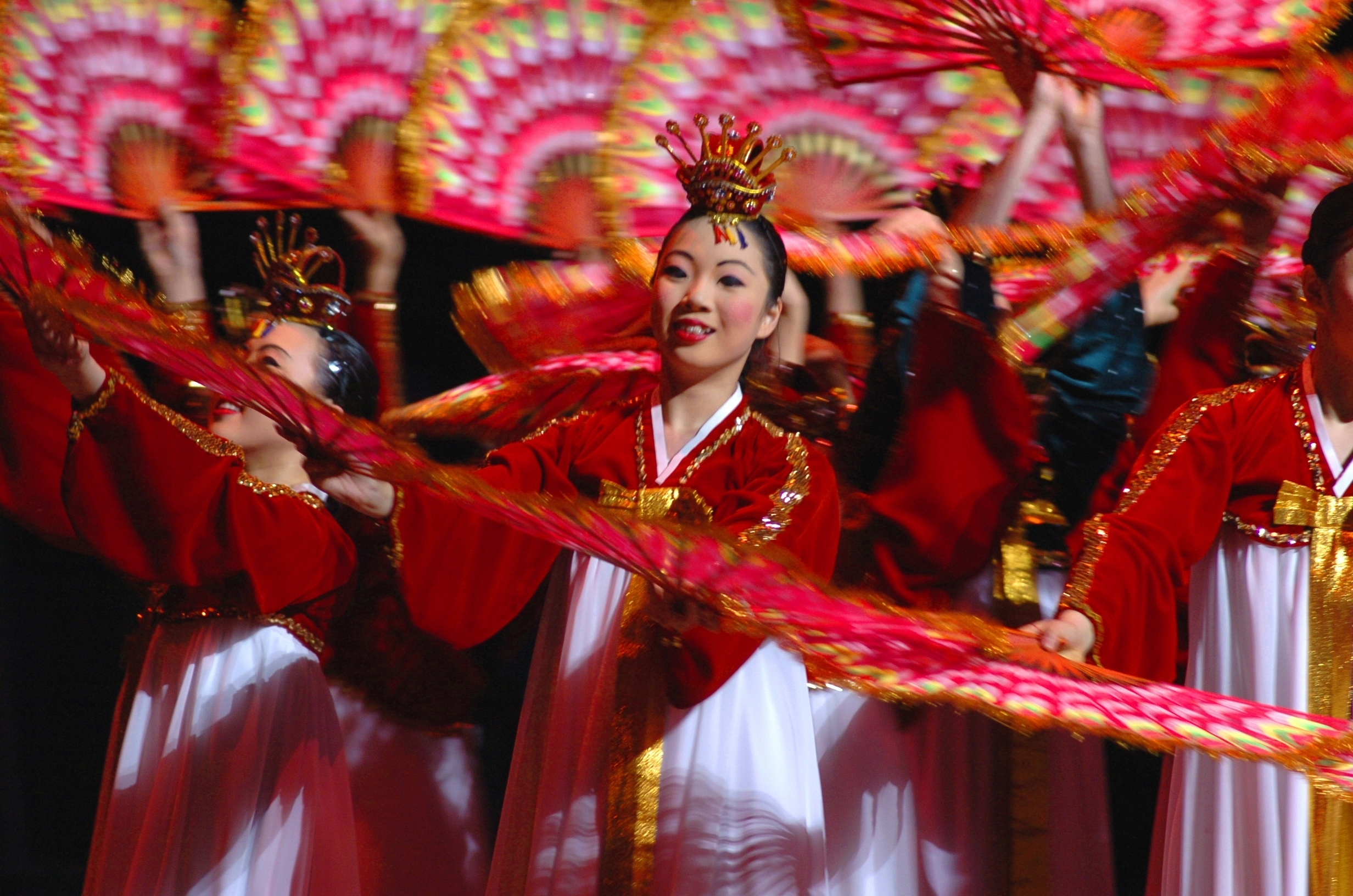
«Маленькие ангелы» исполняют Пучхэчхум

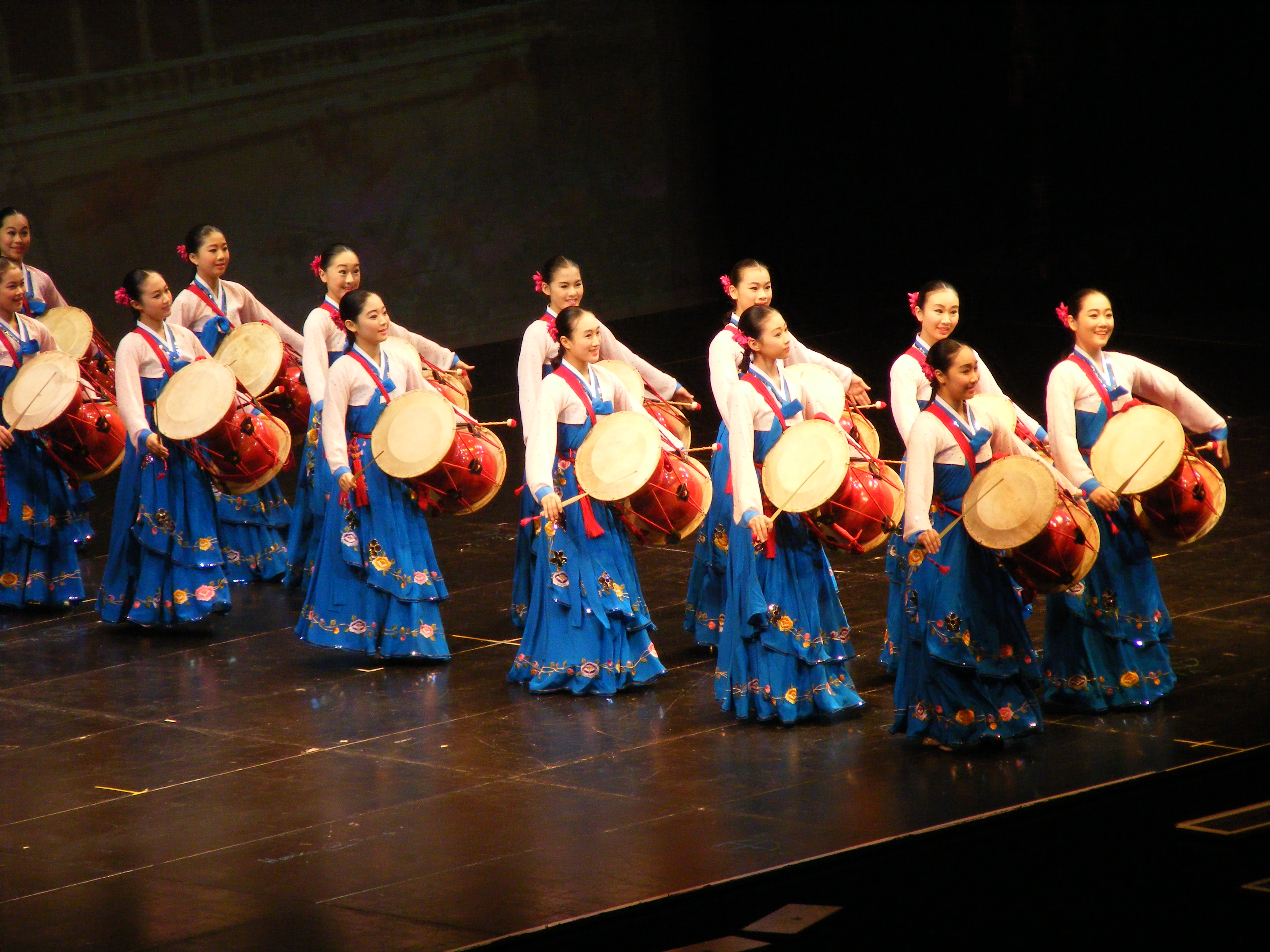
Танец с барабанами в виде песочных часов

«Маленькие ангелы» — детский народный балет Республики Корея, основанный в 1962 году Мун Сон Мёном.

## Концепция
Труппа создана  для создания положительного имиджа Южной Кореи и распространения танцевальных традиций корейской культуры. Танцы балетной труппы основаны на корейских легендах и традиционных плясках, костюмы подобраны в корейском стиле. Также труппа исполняет хоровое пение на разных языках. Ансамбль спонсируется южно-корейским конгломератом Тонъиль групп. 
Центр изящных искусств «Маленькие ангелы» — один из центров культурной жизни Южной Кореи, в которых проводятся также культурные программы, организованные правительством страны.

## Главные выступления
«Маленькие ангелы» выступали на Летних Олимпийских играх 1968, а в 1973 году они выступали в Штаб-квартире ООН в Нью-Йорке. 
«Маленькие ангелы» выступали перед президентами США Гарри Труманом и Дуайтом Эйзенхауэром в Белом доме, Нельсоном Манделой, Аугусто Пиночетом, Маргарет Тэтчер, Раисой Горбачёвой, Индирой Ганди, английской королевой Елизаветой II в Букингемском дворце, а также выступали в Северной Корее, общей сложностью выполнив около 6000 выступлений и 500 раз показавшись на телеэкранах и играя ключевую роль в налаживании дипломатических отношений между Кореей и другими странами. В том же году делегацию Федерации за всеобщий мир во главе с Пак Похый, сопровождавшего «Маленьких ангелов» во время их гастролей, принимал премьер-министр Таиланда.
В 2010 году в память о 60-летии Корейской войны «Маленькие ангелы» выступали с турне по 17 странам-союзникам Кореи, организованном Корейским фондом культуры, правительственным Международными миротворческими силами Федерации памяти Корейской войны (англ. The United Nations Peace Forces of the Korean War Memorial Federation, UPFKMF) при поддержке МИД Кореи и правительств стран, включая правительство США. 
В декабре 2010 года делегация «Тонъиль групп» во главе с консулом Посольства Кореи в Филиппинах встречалась со спикером парламента Филиппин и филиппинскими депутатами во время очередной сессии конгресса. «Маленькие ангелы» выступили перед депутатами. Также «Маленьких ангелов» принимал Президент Филиппин Акино, Бенигно III.
В 2011 году на 10-й памятной годовщине терактa 11 сентября «Маленькие ангелы» провели программу совместно с ООН, чествующую память жертв, и исполнили свои музыкальные номера, после которых президент Генеральной ассамблеи ООН Йозеф Дейс лично поблагодарил труппу. 38 лет назад, в 1973 году, генсек Детского фонда ООН ЮНИСЕФ написал благодарственное письмо «Маленьким ангелам» и их протеже за проведенный концерт в здании ООН в честь детей всего мира.
В январе 2022 года «Маленькие ангелы» выступали на Expo 2020 в ОАЭ. В августе 2022 года «Маленькие ангелы» выступили на Саммите по миру и безопасности Федерации за всеобщий мир с программой по случаю 60-летней годовщины труппы.
В мае 2023 года «Маленькие ангелы» выступили перед участниками Саммита 2023 в Сеуле, Республика Корея. 